# Нідербрайтбах
Нідербрайтбах (нім. Niederbreitbach) — громада в Німеччині, розташована в землі Рейнланд-Пфальц. Входить до складу району Нойвід. Складова частина об'єднання громад Вальдбрайтбах.
Площа — 8,53 км2. Населення становить 1548 ос. (станом на 31 грудня 2020).

## Галерея

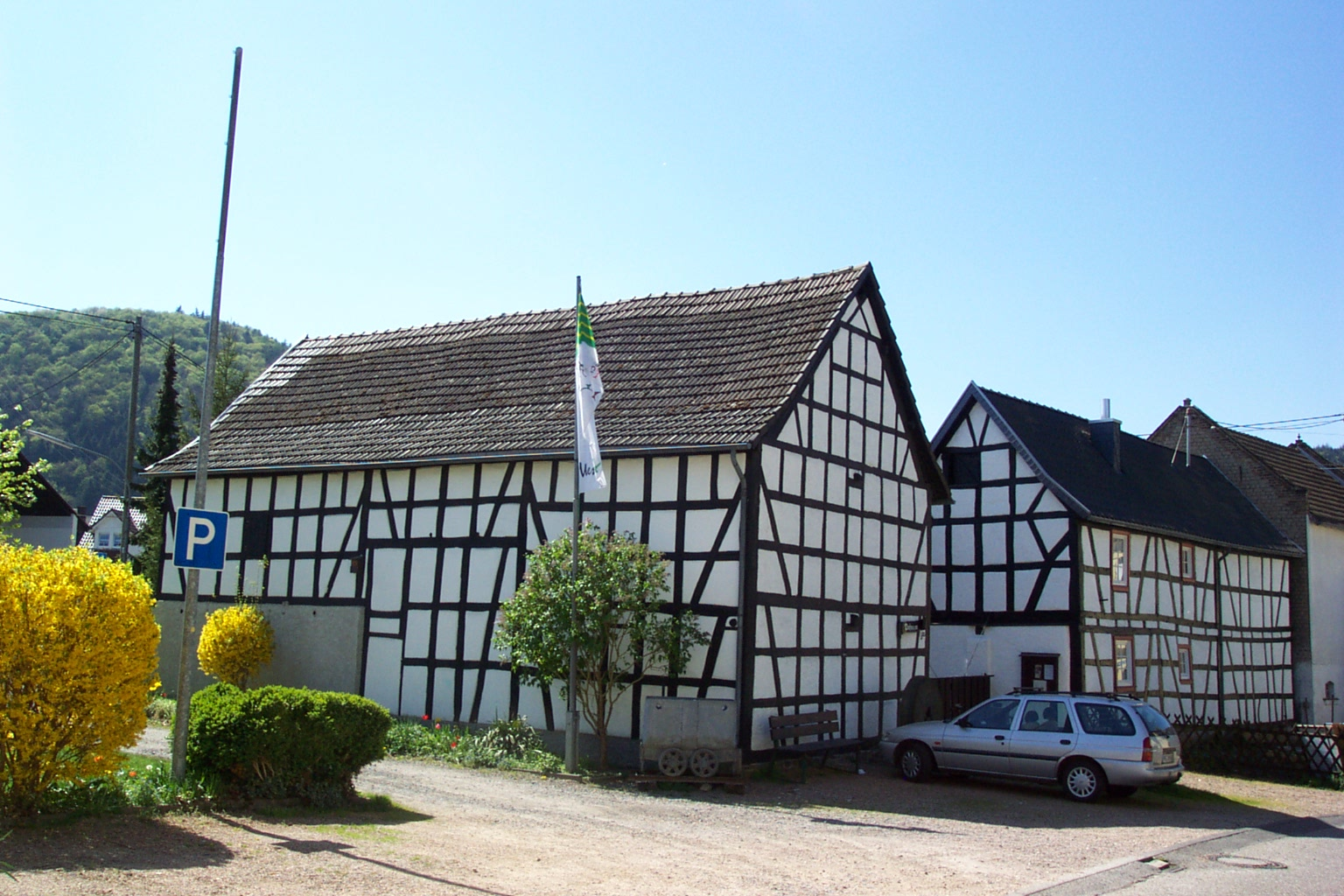
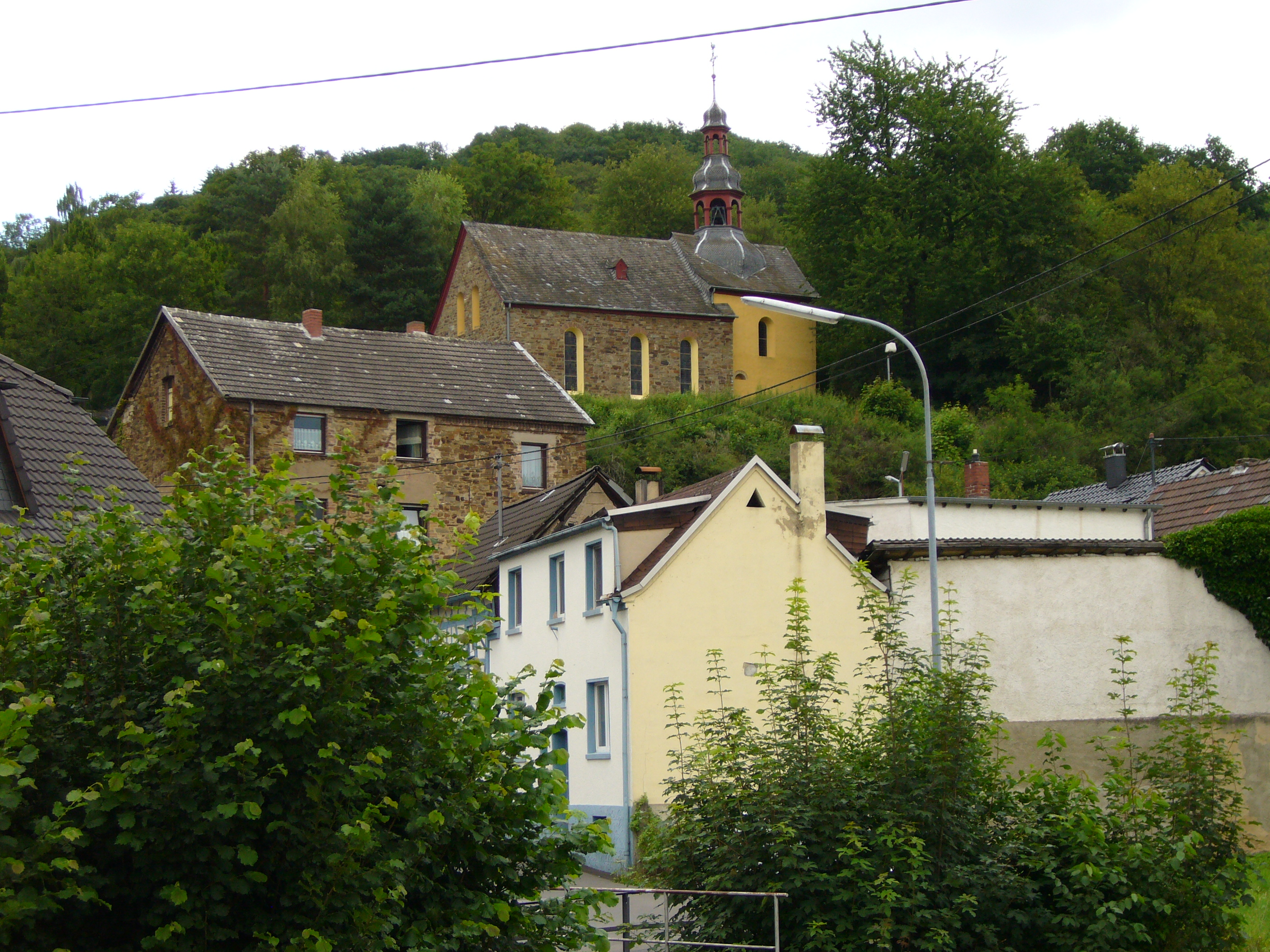
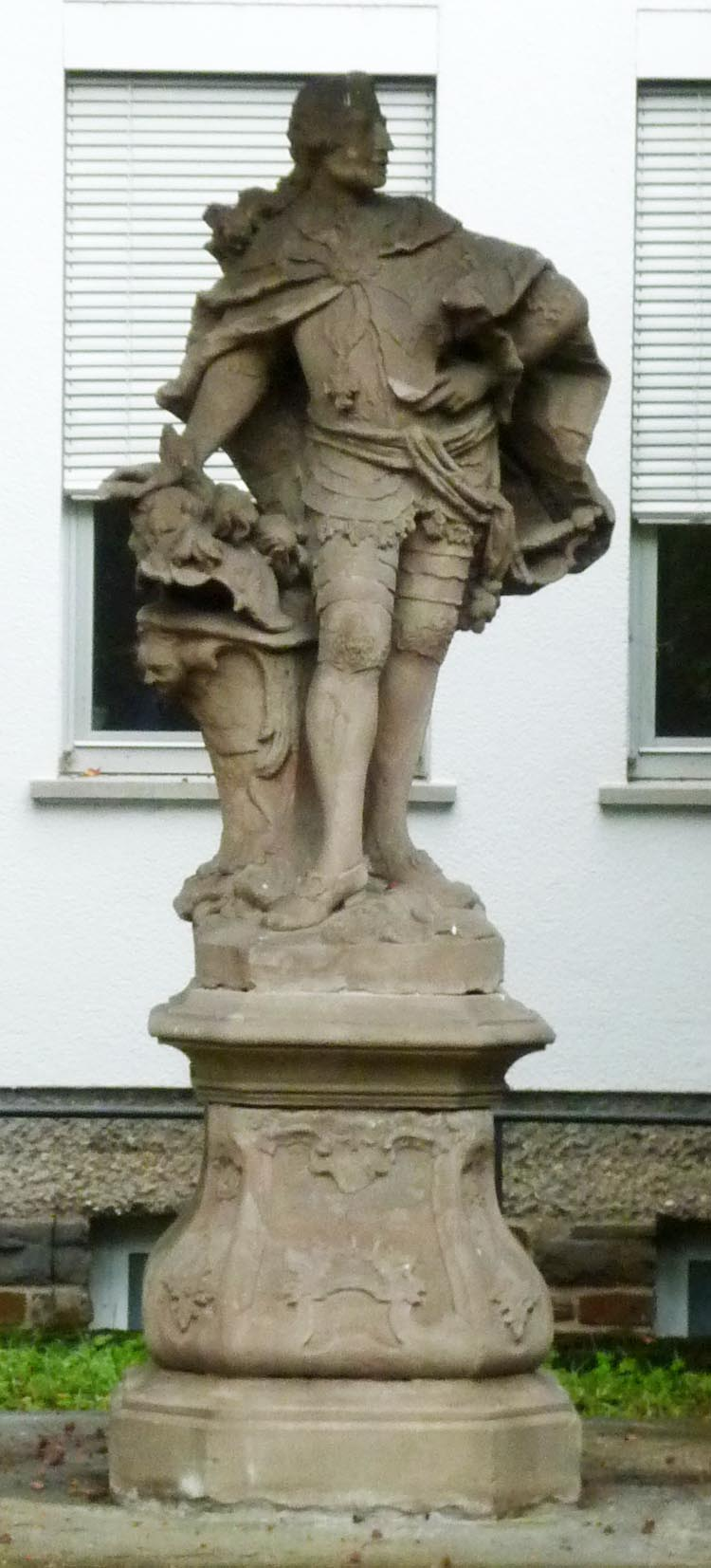
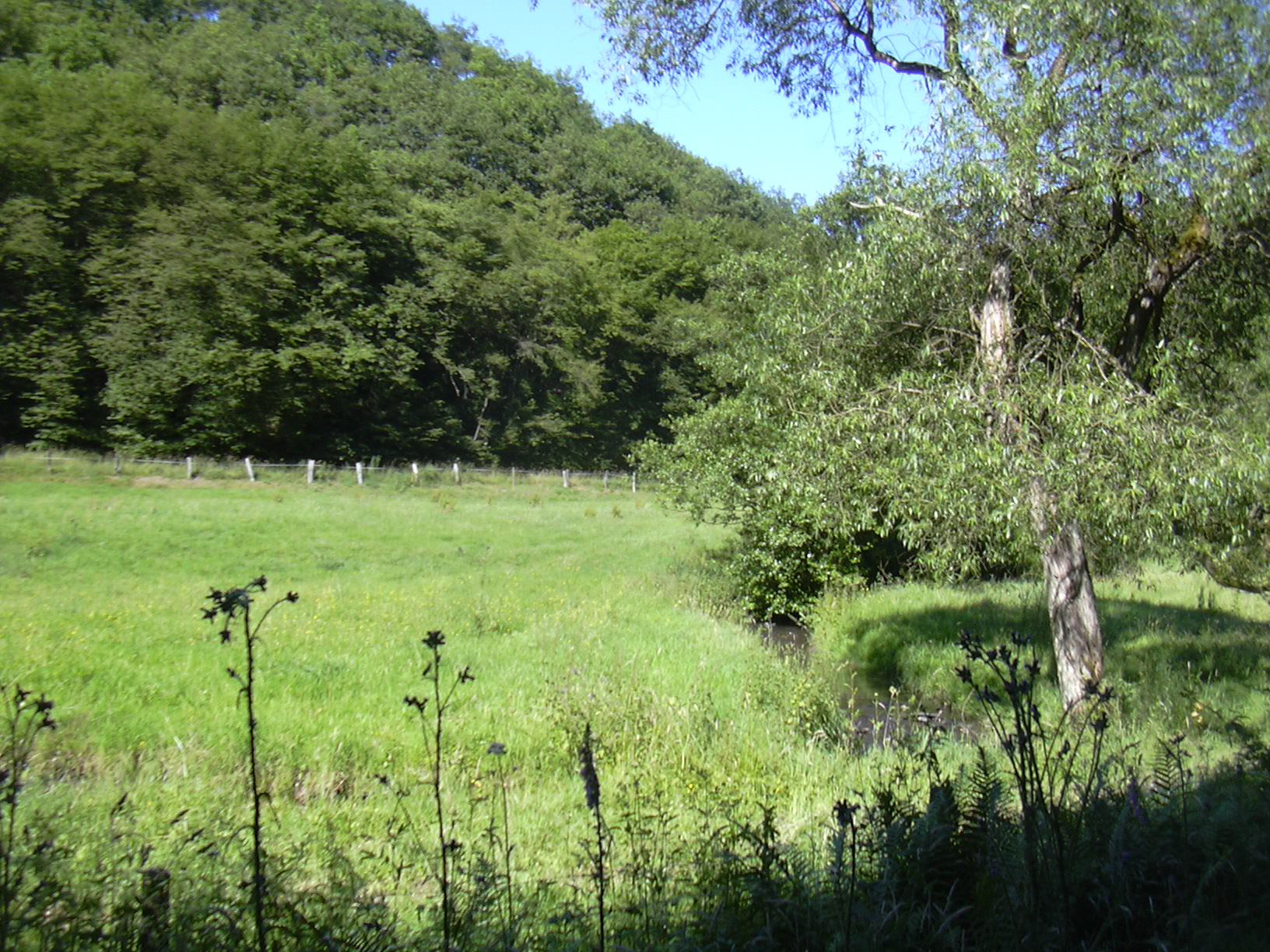
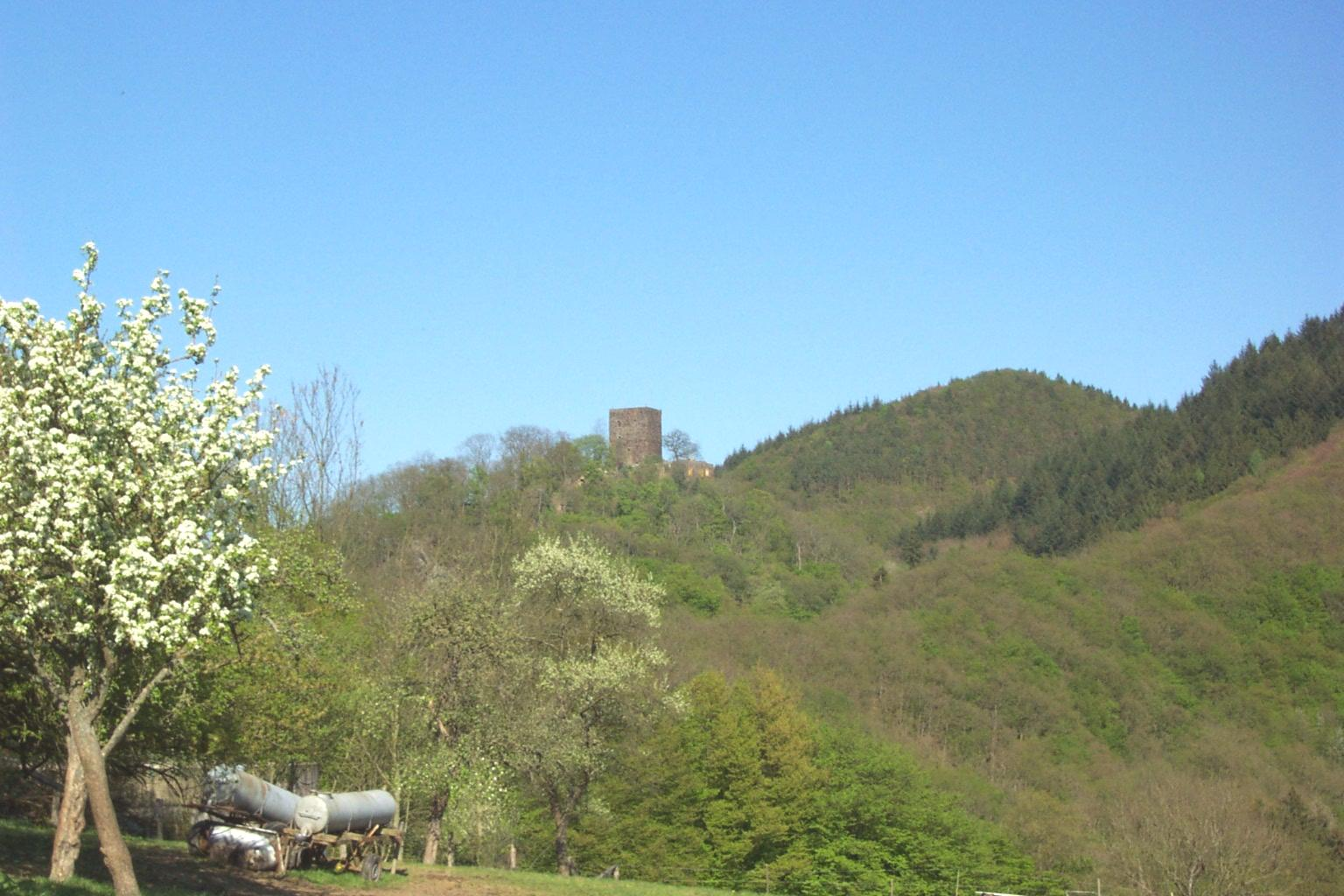
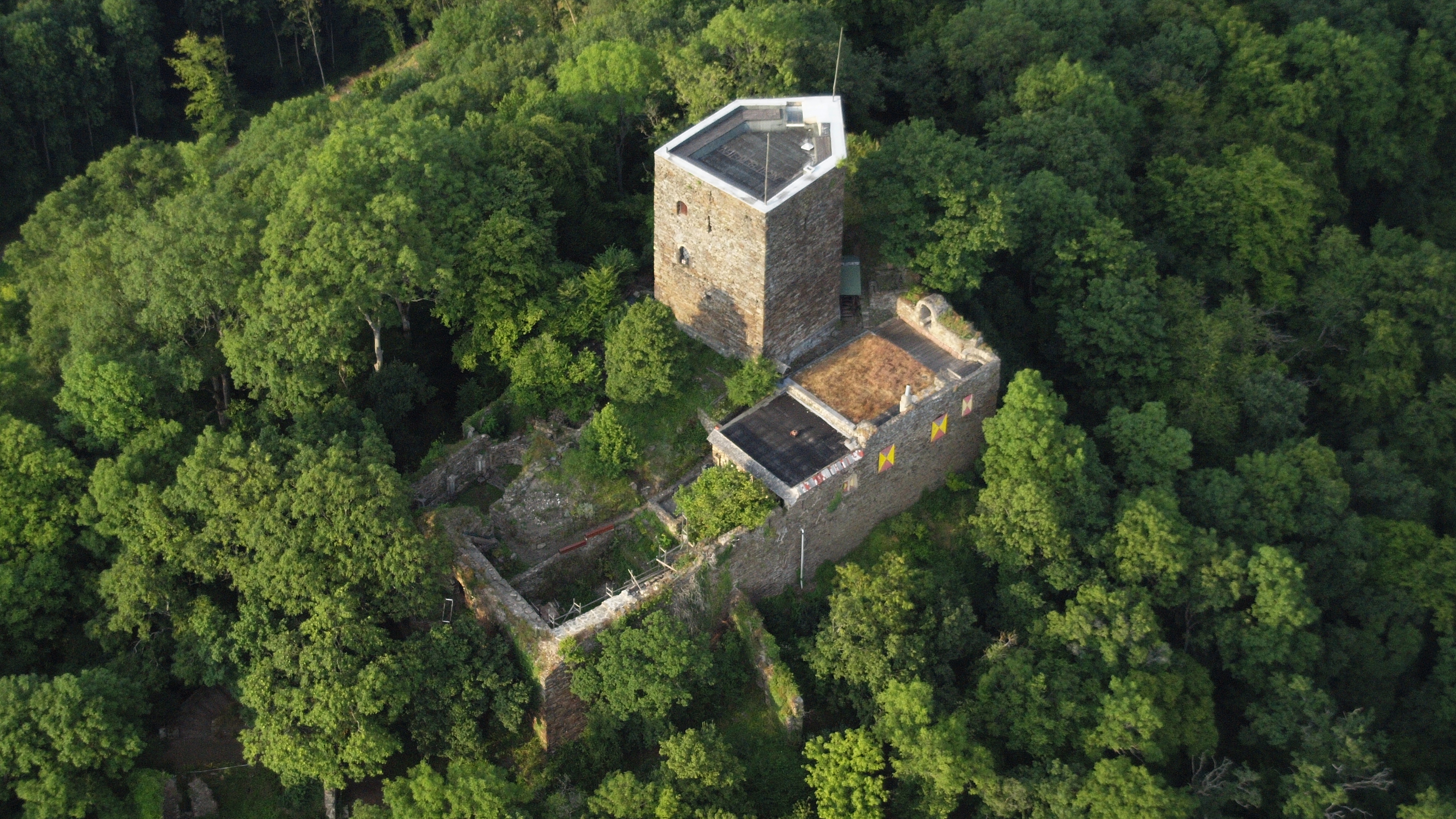